# Putniković
Putniković (vagy Putnikovići) falu Horvátországban, Dubrovnik-Neretva megyében. Közigazgatásilag Stonhoz tartozik.

## Fekvése
Dubrovnik városától légvonalban 52, közúton 72 km-re, községközpontjától légvonalban 14, közúton 19 km-re északnyugatra, a Pelješac-félsziget középső részén fekszik. Putniković három régi településrészből, a Mutni Dol völgyében fekvő Đuračići, Balanovići és Zaradeže településekből, valamint a hozzá tartozó Prisoje településrészeit képező Damjanovići, Pečkovići és Baračevići településekből áll.

## Története
A határában található ókori vármaradványok és halomsírok tanúsága szerint Putniković területén már ősidők óta élnek emberek. Az itt élt első ismert nép az illírek voltak, akik magaslatokon épített erődített településeken éltek és kövekből rakott halomsírokba temetkeztek. Illír erődített települések maradványai több helyen találhatók Putniković határában is, így a Straža és Vijenac nevű magaslatokon. Halomsírjaik közül is több található a falu határában. Az illírek i. e. 30-ig uralták a térséget, amikor Octavianus hadai végső győzelmet arattak felettük. A római légionáriusok a félsziget több pontján letelepedtek magukkal hozva kultúrájukat, életmódjukat, szokásaikat. A római villagazdaságokban nagy mennyiségű gabonát, olívaolajat, bort, sózott halat és más élelmiszert állítottak elő, melyekkel élénk kereskedelmet folytattak. A Római Birodalom bukása után Dalmácia a gótok, majd a Bizánci Birodalom uralma alá került.
A horvátok ősei a 7. században érkeztek erre a vidékre. A 9. században már létezett a stoni püspökség, melynek egyházi fennhatósága alá ez a terület tartozott. Ekkoriban a Pelješac-félsziget Zahumlje területének részeként a tengerparti Horvát Fejedelemség része volt. A 12. században a Zahumlje térségének zavaros történeti időszakában a félsziget a raškai uralkodók uralma alá került. Több birtokos után a 14. század-ban a Pelješac-félsziget a Raguzai Köztársaság része lett, mely 1333-ban vásárolta meg Kotromanić István bosnyák bántól. Ezután egészen a  18. század végéig a Raguzai Köztársasághoz tartozott. Putniković Mária Magdolna plébániáját 1749-ben alapították, előtte a žulajanai plébániához tartozott. A plébániát 1945-ig Crna Gorának nevezték, csak ezután kapta a nevét arról a faluról ahol a plébániatemplom áll. A plébániához Putnikovićon kívül még Tomislavovac, Dubrava és Brijesta is hozzá tartozik.
1806-ban a térség a Raguzai Köztársaságot legyőző franciák uralma alá került, de Napóleon bukása után 1815-ben a berlini kongresszus a Habsburgoknak ítélte. 1857-ben 289, 1910-ben 288 lakosa volt. 1918-ban az új szerb-horvát-szlovén állam, majd később Jugoszlávia része lett. A II. világháború után lakosságának száma a kivándorlás miatt fokozatosan csökkent. A település 1991-től a független Horvátországhoz tartozik. 2011-ben a településnek 82 lakosa volt. A lakosság régebben főleg halászattal és mezőgazdasággal foglalkozott, ma már főként a turizmusból él.

## Népesség
| Lakosság változása | Lakosság változása | Lakosság változása | Lakosság változása | Lakosság változása | Lakosság változása | Lakosság változása | Lakosság változása | Lakosság változása | Lakosság változása | Lakosság változása | Lakosság változása | Lakosság változása | Lakosság változása | Lakosság változása | Lakosság változása |
| ------------------ | ------------------ | ------------------ | ------------------ | ------------------ | ------------------ | ------------------ | ------------------ | ------------------ | ------------------ | ------------------ | ------------------ | ------------------ | ------------------ | ------------------ | ------------------ |
| 1857               | 1869               | 1880               | 1890               | 1900               | 1910               | 1921               | 1931               | 1948               | 1953               | 1961               | 1971               | 1981               | 1991               | 2001               | 2011               |
| 289                | 270                | 289                | 267                | 326                | 288                | 267                | 253                | 248                | 243                | 217                | 222                | 178                | 160                | 105                | 82                 |

## Nevezetességei
- Szent Mária Magdolna tiszteletére szentelt plébániatemploma 1749-ben épült. Ezen a helyen már a 16. században is állt egy korábbi templom. A templomot 1892-ben és 1912-ben megújították. Felszentelése 1906. május 3-án történt. Az utóbbi időben a tetőzet, a külső homlokzat, majd 2008-ban a belső tér felújítása történt meg.
- A Szent Anna templomot a 16. században építették, 1990-ben megújították.

## Gazdaság
A lakosság fő bevételi forrása a turizmus mellett a halászat és a mezőgazdaság.

## Galéria
- Putniković látképe
- A Szent Anna templom
- Utcarészlet